# Ściany (Kijowiec)
Ściany – część wsi Kijowiec w Polsce, położona w województwie wielkopolskim, w powiecie konińskim, w gminie Ślesin.
W latach 1975–1998 Ściany należały administracyjnie do województwa konińskiego.